# Dovras
Dovras (in greco Δοβράς?) è un ex comune della Grecia nella periferia della Macedonia Centrale di 5 154 abitanti secondo i dati del censimento 2001.
È stato soppresso a seguito della riforma amministrativa, detta Programma Callicrate, in vigore dal gennaio 2011 ed è ora compreso nel comune di Veria.

## Località
Dovras è suddiviso nelle seguenti comunità (il nome dei villaggi tra parentesi):
- Agios Georgios
- Agia Marina
- Patrida (Patrida, Kali Panagia)
- Trilofo
- Fyteia (Fyteia, Agios Nikolaos, Kostochori, Lianovrochi)